# EHF's koefficientrangliste
EHF's koefficientrangliste er en rangliste for klubhold, der er udarbejdet af det europæiske håndboldforbund, European Handball Federation. Ranglisten er et resultat af de forskellige nationers klubholds resultater de seneste tre sæsoner i de fire europæiske klubturneringer, EHF Champions League (CL), EHF Cup (EC), Cup Winners' Cup (CWC) og Challenge Cup (ChC). De fleste lande har fem (hos herrerne fra 2012/13: fire) hold med i de forskellige europæiske klubturneringer, men der er forskel på, hvilke turneringer et lands klubhold kan deltage i og, hvilken runde, de indtræder i. Hvis et land har flere hold med i samme turnering, indtræder de typisk i forskellige runder i samme turnering. F.eks. indtræder det ene af de to hold i damernes Champions League direkte i hovedturneringen, mens det andet indtræder i kvalifikationen, 

## Koefficienter

### 2011/12
Herunder vises top 10 på ranglisten for 2011/12
| Koefficienter for 2011/12                           | Koefficienter for 2011/12                           | Koefficienter for 2011/12                           | Koefficienter for 2011/12                           | Koefficienter for 2011/12                           | Koefficienter for 2011/12                           | Koefficienter for 2011/12                           | Koefficienter for 2011/12                          | Koefficienter for 2011/12                          | Koefficienter for 2011/12                          | Koefficienter for 2011/12                          | Koefficienter for 2011/12                          | Koefficienter for 2011/12                          | Koefficienter for 2011/12                          |
| Herrer                                              | Herrer                                              | Herrer                                              | Herrer                                              | Herrer                                              | Herrer                                              | Herrer                                              | Damer                                              | Damer                                              | Damer                                              | Damer                                              | Damer                                              | Damer                                              | Damer                                              |
| Nr.                                                 | Land                                                | Koefficient                                         | CL                                                  | EC                                                  | CWC                                                 | ChC                                                 | Nr.                                                | Land                                               | Koefficient                                        | CL                                                 | EC                                                 | CWC                                                | ChC                                                |
| --------------------------------------------------- | --------------------------------------------------- | --------------------------------------------------- | --------------------------------------------------- | --------------------------------------------------- | --------------------------------------------------- | --------------------------------------------------- | -------------------------------------------------- | -------------------------------------------------- | -------------------------------------------------- | -------------------------------------------------- | -------------------------------------------------- | -------------------------------------------------- | -------------------------------------------------- |
| 1                                                   | Tyskland                                            | 144,78                                              | 3                                                   | 2                                                   | 1                                                   | 0                                                   | 1                                                  | Danmark                                            | 124,67                                             | 2                                                  | 2                                                  | 1                                                  | 0                                                  |
| 2                                                   | Spanien                                             | 127,22                                              | 3                                                   | 2                                                   | 1                                                   | 0                                                   | 2                                                  | Rusland                                            | 81,22                                              | 2                                                  | 2                                                  | 1                                                  | 0                                                  |
| 3                                                   | Ungarn                                              | 65,22                                               | 2                                                   | 2                                                   | 1                                                   | 0                                                   | 3                                                  | Rumænien                                           | 77,90                                              | 2                                                  | 2                                                  | 1                                                  | 0                                                  |
| 4                                                   | Frankrig                                            | 58,11                                               | 2                                                   | 2                                                   | 1                                                   | 0                                                   | 4                                                  | Ungarn                                             | 77,56                                              | 2                                                  | 2                                                  | 1                                                  | 0                                                  |
| 5                                                   | Rusland                                             | 57,40                                               | 2                                                   | 2                                                   | 1                                                   | 0                                                   | 5                                                  | Norge                                              | 77,44                                              | 2                                                  | 2                                                  | 1                                                  | 0                                                  |
| 6                                                   | Danmark                                             | 56,78                                               | 2                                                   | 2                                                   | 1                                                   | 0                                                   | 6                                                  | Tyskland                                           | 67,50                                              | 2                                                  | 2                                                  | 1                                                  | 0                                                  |
| 7                                                   | Schweiz                                             | 49,25                                               | 1                                                   | 1                                                   | 1                                                   | 2                                                   | 7                                                  | Spanien                                            | 66,89                                              | 2                                                  | 2                                                  | 1                                                  | 0                                                  |
| 8                                                   | Slovenien                                           | 48,10                                               | 1                                                   | 1                                                   | 1                                                   | 2                                                   | 8                                                  | Frankrig                                           | 55,75                                              | 1                                                  | 1                                                  | 1                                                  | 2                                                  |
| 9                                                   | Rumænien                                            | 37,00                                               | 1                                                   | 1                                                   | 1                                                   | 2                                                   | 9                                                  | Østrig                                             | 42,58                                              | 1                                                  | 1                                                  | 1                                                  | 2                                                  |
| 10                                                  | Kroatien                                            | 29,67                                               | 1                                                   | 1                                                   | 1                                                   | 2                                                   | 10                                                 | Slovenien                                          | 36,30                                              | 1                                                  | 1                                                  | 1                                                  | 2                                                  |
| Kilde Arkiveret 31. januar 2011 hos Wayback Machine | Kilde Arkiveret 31. januar 2011 hos Wayback Machine | Kilde Arkiveret 31. januar 2011 hos Wayback Machine | Kilde Arkiveret 31. januar 2011 hos Wayback Machine | Kilde Arkiveret 31. januar 2011 hos Wayback Machine | Kilde Arkiveret 31. januar 2011 hos Wayback Machine | Kilde Arkiveret 31. januar 2011 hos Wayback Machine | Kilde Arkiveret 22. marts 2012 hos Wayback Machine | Kilde Arkiveret 22. marts 2012 hos Wayback Machine | Kilde Arkiveret 22. marts 2012 hos Wayback Machine | Kilde Arkiveret 22. marts 2012 hos Wayback Machine | Kilde Arkiveret 22. marts 2012 hos Wayback Machine | Kilde Arkiveret 22. marts 2012 hos Wayback Machine | Kilde Arkiveret 22. marts 2012 hos Wayback Machine |

### 2012/13
Herunder vises top 10 på ranglisten for 2012/13. Hos mændene står EC for European Cup, mens det hos damerne står for EHF Cup. De øvrige forkortelser er som nævnt øverst.
| Koefficienter for 2012/13                         | Koefficienter for 2012/13                         | Koefficienter for 2012/13                         | Koefficienter for 2012/13                         | Koefficienter for 2012/13                         | Koefficienter for 2012/13                         | Koefficienter for 2012/13                         | Koefficienter for 2012/13                         | Koefficienter for 2012/13                         | Koefficienter for 2012/13                         | Koefficienter for 2012/13                         | Koefficienter for 2012/13                         | Koefficienter for 2012/13                         | Koefficienter for 2012/13 |
| Herrer                                            | Herrer                                            | Herrer                                            | Herrer                                            | Herrer                                            | Herrer                                            | Damer                                             | Damer                                             | Damer                                             | Damer                                             | Damer                                             | Damer                                             | Damer                                             |                           |
| Nr.                                               | Land                                              | Koefficient                                       | CL                                                | EC                                                | ChC                                               | Nr.                                               | Land                                              | Koefficient                                       | CL                                                | EC                                                | CWC                                               | ChC                                               |                           |
| ------------------------------------------------- | ------------------------------------------------- | ------------------------------------------------- | ------------------------------------------------- | ------------------------------------------------- | ------------------------------------------------- | ------------------------------------------------- | ------------------------------------------------- | ------------------------------------------------- | ------------------------------------------------- | ------------------------------------------------- | ------------------------------------------------- | ------------------------------------------------- | ------------------------- |
| 1                                                 | Tyskland                                          | 149,78                                            | 3                                                 | 2                                                 | 0                                                 | 1                                                 | Danmark                                           | 126,11                                            | 2                                                 | 2                                                 | 1                                                 | 0                                                 |                           |
| 2                                                 | Spanien                                           | 132,89                                            | 3                                                 | 2                                                 | 0                                                 | 2                                                 | Ungarn                                            | 86,44                                             | 2                                                 | 2                                                 | 1                                                 | 0                                                 |                           |
| 3                                                 | Frankrig                                          | 69,67                                             | 2                                                 | 2                                                 | 0                                                 | 3                                                 | Norge                                             | 83,56                                             | 2                                                 | 2                                                 | 1                                                 | 0                                                 |                           |
| 4                                                 | Rusland                                           | 56,50                                             | 2                                                 | 2                                                 | 0                                                 | 4                                                 | Spanien                                           | 81,78                                             | 2                                                 | 2                                                 | 1                                                 | 0                                                 |                           |
| 5                                                 | Ungarn                                            | 51,78                                             | 2                                                 | 2                                                 | 0                                                 | 5                                                 | Rumænien                                          | 75,78                                             | 2                                                 | 2                                                 | 1                                                 | 0                                                 |                           |
| 6                                                 | Slovenien                                         | 50,64                                             | 2                                                 | 2                                                 | 0                                                 | 6                                                 | Tyskland                                          | 75,55                                             | 2                                                 | 2                                                 | 1                                                 | 0                                                 |                           |
| 7                                                 | Danmark                                           | 50,56                                             | 1                                                 | 2                                                 | 1                                                 | 7                                                 | Rusland                                           | 66,44                                             | 2                                                 | 2                                                 | 1                                                 | 0                                                 |                           |
| 8                                                 | Schweiz                                           | 44,750                                            | 1                                                 | 2                                                 | 1                                                 | 8                                                 | Frankrig                                          | 61,83                                             | 1                                                 | 1                                                 | 1                                                 | 2                                                 |                           |
| 9                                                 | Rumænien                                          | 37,50                                             | 1                                                 | 2                                                 | 1                                                 | 9                                                 | Montenegro                                        | 37,42                                             | 1                                                 | 1                                                 | 1                                                 | 2                                                 |                           |
| 10                                                | Kroatien                                          | 29,75                                             | 1                                                 | 2                                                 | 1                                                 | 10                                                | Slovenien                                         | 35,82                                             | 1                                                 | 1                                                 | 1                                                 | 2                                                 |                           |
| Kilde Arkiveret 11. juli 2012 hos Wayback Machine | Kilde Arkiveret 11. juli 2012 hos Wayback Machine | Kilde Arkiveret 11. juli 2012 hos Wayback Machine | Kilde Arkiveret 11. juli 2012 hos Wayback Machine | Kilde Arkiveret 11. juli 2012 hos Wayback Machine | Kilde Arkiveret 11. juli 2012 hos Wayback Machine | Kilde Arkiveret 25. juli 2011 hos Wayback Machine | Kilde Arkiveret 25. juli 2011 hos Wayback Machine | Kilde Arkiveret 25. juli 2011 hos Wayback Machine | Kilde Arkiveret 25. juli 2011 hos Wayback Machine | Kilde Arkiveret 25. juli 2011 hos Wayback Machine | Kilde Arkiveret 25. juli 2011 hos Wayback Machine | Kilde Arkiveret 25. juli 2011 hos Wayback Machine |                           |

### 2013/14
Herunder vises top 10 på ranglisten for 2013/14. Hos mændene står EC for European Cup, mens det hos damerne står for EHF Cup. De øvrige forkortelser er som nævnt øverst.
| Koefficienter for 2013/14                           | Koefficienter for 2013/14                           | Koefficienter for 2013/14                           | Koefficienter for 2013/14                           | Koefficienter for 2013/14                           | Koefficienter for 2013/14                           | Koefficienter for 2013/14                           | Koefficienter for 2013/14                           | Koefficienter for 2013/14                           | Koefficienter for 2013/14                           | Koefficienter for 2013/14                           | Koefficienter for 2013/14                           | Koefficienter for 2013/14                           | Koefficienter for 2013/14 |
| Herrer                                              | Herrer                                              | Herrer                                              | Herrer                                              | Herrer                                              | Herrer                                              | Damer                                               | Damer                                               | Damer                                               | Damer                                               | Damer                                               | Damer                                               | Damer                                               |                           |
| Nr.                                                 | Land                                                | Koefficient                                         | CL                                                  | EC                                                  | ChC                                                 | Nr.                                                 | Land                                                | Koefficient                                         | CL                                                  | EC                                                  | CWC                                                 | ChC                                                 |                           |
| --------------------------------------------------- | --------------------------------------------------- | --------------------------------------------------- | --------------------------------------------------- | --------------------------------------------------- | --------------------------------------------------- | --------------------------------------------------- | --------------------------------------------------- | --------------------------------------------------- | --------------------------------------------------- | --------------------------------------------------- | --------------------------------------------------- | --------------------------------------------------- | ------------------------- |
| 1                                                   | Tyskland                                            | 156,56                                              | 3                                                   | 2                                                   | 0                                                   | 1                                                   | Danmark                                             | 110,44                                              | 2                                                   | 2                                                   | 1                                                   | 0                                                   |                           |
| 2                                                   | Spanien                                             | 114,56                                              | 3                                                   | 2                                                   | 0                                                   | 2                                                   | Ungarn                                              | 97,78                                               | 2                                                   | 2                                                   | 1                                                   | 0                                                   |                           |
| 3                                                   | Frankrig                                            | 78,75                                               | 2                                                   | 2                                                   | 0                                                   | 3                                                   | Rusland                                             | 80,78                                               | 2                                                   | 2                                                   | 1                                                   | 0                                                   |                           |
| 4                                                   | Danmark                                             | 55,78                                               | 2                                                   | 2                                                   | 0                                                   | 4                                                   | Spanien                                             | 80,00                                               | 2                                                   | 2                                                   | 1                                                   | 0                                                   |                           |
| 5                                                   | Slovenien                                           | 52,83                                               | 2                                                   | 2                                                   | 0                                                   | 5                                                   | Norge                                               | 79,11                                               | 2                                                   | 2                                                   | 1                                                   | 0                                                   |                           |
| 6                                                   | Rusland                                             | 48,56                                               | 2                                                   | 2                                                   | 0                                                   | 6                                                   | Rumænien                                            | 77,00                                               | 2                                                   | 2                                                   | 1                                                   | 0                                                   |                           |
| 7                                                   | Ungarn                                              | 43,33                                               | 1                                                   | 2                                                   | 1                                                   | 7                                                   | Tyskland                                            | 72,50                                               | 2                                                   | 2                                                   | 1                                                   | 0                                                   |                           |
| 8                                                   | Schweiz                                             | 40,75                                               | 1                                                   | 2                                                   | 1                                                   | 8                                                   | Frankrig                                            | 61,25                                               | 1                                                   | 1                                                   | 1                                                   | 1                                                   |                           |
| 9                                                   | Kroatien                                            | 33,75                                               | 1                                                   | 2                                                   | 1                                                   | 9                                                   | Montenegro                                          | 48,67                                               | 1                                                   | 1                                                   | 1                                                   | 2                                                   |                           |
| 10                                                  | Rumænien                                            | 33,25                                               | 1                                                   | 2                                                   | 1                                                   | 10                                                  | Slovenien                                           | 33,73                                               | 1                                                   | 1                                                   | 1                                                   | 2                                                   |                           |
| Kilde Arkiveret 16. august 2012 hos Wayback Machine | Kilde Arkiveret 16. august 2012 hos Wayback Machine | Kilde Arkiveret 16. august 2012 hos Wayback Machine | Kilde Arkiveret 16. august 2012 hos Wayback Machine | Kilde Arkiveret 16. august 2012 hos Wayback Machine | Kilde Arkiveret 16. august 2012 hos Wayback Machine | Kilde Arkiveret 16. august 2012 hos Wayback Machine | Kilde Arkiveret 16. august 2012 hos Wayback Machine | Kilde Arkiveret 16. august 2012 hos Wayback Machine | Kilde Arkiveret 16. august 2012 hos Wayback Machine | Kilde Arkiveret 16. august 2012 hos Wayback Machine | Kilde Arkiveret 16. august 2012 hos Wayback Machine | Kilde Arkiveret 16. august 2012 hos Wayback Machine |                           |

### 2014/15
Herunder vises top 10 på ranglisten for 2014/15. Hos mændene står EC for European Cup, mens det hos damerne står for EHF Cup. De øvrige forkortelser er som nævnt øverst.
| Koefficienter for 2014/15                          | Koefficienter for 2014/15                          | Koefficienter for 2014/15                          | Koefficienter for 2014/15                          | Koefficienter for 2014/15                          | Koefficienter for 2014/15                          | Koefficienter for 2014/15                          | Koefficienter for 2014/15                          | Koefficienter for 2014/15                          | Koefficienter for 2014/15                          | Koefficienter for 2014/15                          | Koefficienter for 2014/15                          | Koefficienter for 2014/15                          | Koefficienter for 2014/15 |
| Herrer                                             | Herrer                                             | Herrer                                             | Herrer                                             | Herrer                                             | Herrer                                             | Damer                                              | Damer                                              | Damer                                              | Damer                                              | Damer                                              | Damer                                              | Damer                                              |                           |
| Nr.                                                | Land                                               | Koefficient                                        | CL                                                 | EC                                                 | ChC                                                | Nr.                                                | Land                                               | Koefficient                                        | CL                                                 | EC                                                 | CWC                                                | ChC                                                |                           |
| -------------------------------------------------- | -------------------------------------------------- | -------------------------------------------------- | -------------------------------------------------- | -------------------------------------------------- | -------------------------------------------------- | -------------------------------------------------- | -------------------------------------------------- | -------------------------------------------------- | -------------------------------------------------- | -------------------------------------------------- | -------------------------------------------------- | -------------------------------------------------- | ------------------------- |
| 1                                                  | Tyskland                                           | 160,50                                             | 2                                                  | 3                                                  | 0                                                  | 1                                                  | Ungarn                                             | 109.22                                             | 2                                                  | 2                                                  | 1                                                  | 0                                                  |                           |
| 2                                                  | Spanien                                            | 114,25                                             | 2                                                  | 3                                                  | 0                                                  | 2                                                  | Danmark                                            | 85.67                                              | 2                                                  | 2                                                  | 1                                                  | 0                                                  |                           |
| 3                                                  | Frankrig                                           | 76,86                                              | 1                                                  | 3                                                  | 0                                                  | 3                                                  | Norge                                              | 83,67                                              | 1                                                  | 2                                                  | 2                                                  | 0                                                  |                           |
| 4                                                  | Danmark                                            | 62,75                                              | 1                                                  | 3                                                  | 0                                                  | 4                                                  | Rusland                                            | 82,22                                              | 1                                                  | 2                                                  | 2                                                  | 0                                                  |                           |
| 5                                                  | Slovenien                                          | 57,80                                              | 1                                                  | 3                                                  | 0                                                  | 5                                                  | Rumænien                                           | 74,67                                              | 1                                                  | 2                                                  | 2                                                  | 0                                                  |                           |
| 6                                                  | Ungarn                                             | 46,25                                              | 1                                                  | 3                                                  | 0                                                  | 6                                                  | Spanien                                            | 74,22                                              | 1                                                  | 2                                                  | 2                                                  | 0                                                  |                           |
| 7                                                  | Rusland                                            | 41,75                                              | 1                                                  | 3                                                  | 0                                                  | 7                                                  | Tyskland                                           | 61,44                                              | 1                                                  | 2                                                  | 2                                                  | 0                                                  |                           |
| 8                                                  | Schweiz                                            | 35,00                                              | 1                                                  | 2                                                  | 1                                                  | 8                                                  | Frankrig                                           | 60,92                                              | 1                                                  | 1                                                  | 1                                                  | 2                                                  |                           |
| 9                                                  | Kroatien                                           | 34,00                                              | 1                                                  | 2                                                  | 1                                                  | 9                                                  | Montenegro                                         | 40,00                                              | 1                                                  | 1                                                  | 1                                                  | 2                                                  |                           |
| 10                                                 | Makedonien                                         | 31,18                                              | 1                                                  | 2                                                  | 1                                                  | 10                                                 | Slovenien                                          | 33,17                                              | 1                                                  | 1                                                  | 1                                                  | 2                                                  |                           |
| Kilde Arkiveret 16. marts 2014 hos Wayback Machine | Kilde Arkiveret 16. marts 2014 hos Wayback Machine | Kilde Arkiveret 16. marts 2014 hos Wayback Machine | Kilde Arkiveret 16. marts 2014 hos Wayback Machine | Kilde Arkiveret 16. marts 2014 hos Wayback Machine | Kilde Arkiveret 16. marts 2014 hos Wayback Machine | Kilde Arkiveret 16. marts 2014 hos Wayback Machine | Kilde Arkiveret 16. marts 2014 hos Wayback Machine | Kilde Arkiveret 16. marts 2014 hos Wayback Machine | Kilde Arkiveret 16. marts 2014 hos Wayback Machine | Kilde Arkiveret 16. marts 2014 hos Wayback Machine | Kilde Arkiveret 16. marts 2014 hos Wayback Machine | Kilde Arkiveret 16. marts 2014 hos Wayback Machine |                           |